# 映画おじゃる丸 約束の夏 おじゃるとせみら
『映画おじゃる丸 約束の夏 おじゃるとせみら』（えいがおじゃるまる やくそくのなつ おじゃるとせみら）は、2000年7月15日に「とびだせ 2000年夏の角川まんが大行進」の一本として公開されたおじゃる丸の映画。上映時間は47分。『★とびだせ★2000年夏の角川まんが大行進』と題し、『六門天外モンコレナイト 伝説のファイアドラゴン』、『フシギのたたりちゃん』と同時上映。

## あらすじ
暑い夏が嫌いなおじゃる丸。カズマや金ちゃんは、元気に遊んでいるが、おじゃる丸はちっとも遊ぼうともしない。そんなおじゃる丸の前に、体がおじゃる丸たちより10倍大きい少年「せみら」が現れた。夏の嫌いだったおじゃる丸が、夏が好きになる。

## キャスト
- おじゃる丸：小西寛子
- せみら：野沢雅子
- 田村カズマ：渕崎ゆり子
- 電ボ：岩坪理江
- 金ちゃん：生駒治美
- アオベエ：一条和矢
- キスケ：上田祐司
- アカネ：南央美
- トミー：上田敏也
- 田村愛（カズマのママ）：こおろぎさとみ
- マイク：西村知道
- ケンさん：沼田祐介
- セミ：寺田はるひ

## スタッフ
- 原案 - 犬丸りん
- 監督 - 大地丙太郎
- 脚本 - 吉田玲子
- 演出 - 玉野陽美
- キャラクターデザイン - 渡辺はじめ
- 美術監督 - 坂本信人
- テジタル撮影監督 - 風村久生
- 編集 - 中川晶男
- 音楽 - 山本はるきち
- 音響監督 - 田中一也
- 録音 - 立花康夫
- プロデューサー - 松本寿子、伊藤敦
- アニメーションプロデューサー - 若菜章夫
- アニメーション制作担当 - 杉村重郎
- アニメーション制作 - スタジオぎゃろっぷ
- 製作 - 角川書店
- 配給 - 東映

## 主題歌
- 「約束の夏」
  - 歌：北島三郎

## 備考
- 角川書店からフィルムコミックスが出ている。